# Trolejbusy w Gabrowie
Trolejbusy w Gabrowie − system komunikacji trolejbusowej działający w bułgarskim mieście Gabrowo.
Trolejbusy w Gabrowie uruchomiono w 1987. 22 marca 2013 zawieszono funkcjonowanie wszystkich linii. 28 maja 2015 zapadła decyzja o likwidacji sieci.

## Linie
W Gabrowie istniały 4 linie trolejbusowe.

## Tabor
Do obsługi sieci w Gabrowie eksploatowanych było 20 trolejbusów typu ZiU-9.